# William Hardin Graham
William Hardin Graham   (Birmingham, 27 d'abril de 1932 - 10 de febrer de 2004) va ser un químic estatunidenc. Va col·laborat en molts estudis i va patentar alguns descobriments en l'actualitat, el més important dels quals és una reacció oxidativa que porta el seu nom, la reacció de Graham.

## Reacció de Graham
La reacció de Graham consisteix en la ciclació oxidativa de les Amidines a Dizarines 3-cloro-3, substituïdes amb l'hipoclorit de sodi aquós obtingut a partir de les N - clor i N,N'-dicloroamidines, en alguns casos podem aïllar aquests dos últims compostos.

## Patents
- Polibutadiè hidrogenat a partir del poliuretà: èsters de salicilat s'ha provat que són agents de bloqueig adequats per als poliisocianats, el que permet la preparació de poliuretà hidrogenat que està unit a grans propulsors amb força de polibutadiè que tenen vida útil estesa. El desbloqueig es produeix fàcilment a temperatures normals de curat al propulsor, que permet taxes de curació normals. http://patents.justia.com/patent/4098626